# Deilephila elenor
Deilephila elenor är en fjärilsart som beskrevs av Clayton Dissinger Mell. Deilephila elenor ingår i släktet Deilephila och familjen svärmare. Inga underarter finns listade i Catalogue of Life.